# Christine Aaftinková
Christine Jacoba Aaftinková (* 25. srpna 1966 Abcoude, Utrecht) je bývalá nizozemská rychlobruslařka.
Na mezinárodní scéně se objevila poprvé v roce 1986, kdy nastoupila do závodů Světového poháru. Prvního mistrovství světa se zúčastnila v roce 1988, kdy byla osmá na sprinterském šampionátu, o rok později byla pátá, v letech 1990 a 1991 získala bronzové medaile. Startovala na zimních olympijských hrách v letech 1988 (500 m – 17. místo, 1000 m – 12. místo), 1992 (500 m – 5. místo, 1000 m – 4. místo) a 1994 (500 m – 19. místo, 1000 m – 20. místo). V roce 1996 se zúčastnila Mistrovství světa na jednotlivých tratích, na kilometru byla pátá, na poloviční trati jedenáctá. Na nizozemských šampionátech získala v letech 1987–1996 celkem 29 medailí. Po sezóně 1995/1996 ukončila sportovní kariéru.